# 新超级马力欧兄弟U
《新 超級瑪利歐兄弟U》（中国大陆官方译为）是一款由任天堂开发并发行在Wii U平台上的平台动作游戏。本作是《新 超級瑪利歐兄弟Wii》的正统续作，也是瑪利歐系列第一款可以使用Mii形象作为可操作角色的游戏。作品是各地Wii U的首发游戏。
本作可以使用Wii U的GamePad手柄将游戏图像切换到手柄上。
其外傳作品為2013年販售的《新超級路易吉U》，該作以路易吉為主軸，並且限制時間設定為100計數及提升難度。日本以外的國家亦有將《New 超級瑪利歐兄弟U+New 超级路易吉U》（New Super Mario Bros. U + New Super Luigi U）連同Wii U本機綁售。
2019年1月11日，本作移植至任天堂Switch上並以加強版《New 超级马力欧兄弟U 豪华版》的形式推出，集合了Wii U本傳和外傳的所有內容，同時正式加入對繁體中文與簡體中文的支援。2019年12月10日，《New 超级马力欧兄弟U 豪华版》亦作为中国大陆版任天堂Switch的首发游戏发售。

## 登場人物

### 玩家可使用角色
- 瑪利歐

本作的第一角色、在本作外傳新超級路易吉U中則不會出現。
- 路易吉

本作的第二角色、在本作外傳新超級路易吉U則改為第一角色擔當。
- 奇諾比奧

繼承前作Wii的新超級瑪利歐兄弟Wii登場、以藍色與黃色的奇諾比奧兄弟為第三/四設計的可選擇角色。

在外傳的新超級路易吉U中，則會以玩家可使用的第二及第三角色身份登場。

在任天堂Switch的豪華版中則將黃色奇諾比奧和藍色奇諾比奧合二為一成為第三（本篇）/第二（外傳）角色。開始選擇角色時只會出現黃色奇諾比奧，如果要切換至藍色奇諾比奧，則需要按住控制器的L鍵並同時按下A確認鍵即可使用藍色奇諾比奧。
- 奇諾比珂

在任天堂Switch的豪華版中作為追加角色登場並成為第四（本篇）/第三（外傳）角色。

可以透過獨特的道具"超級皇冠"變身轉化為奇諾比姬公主形態，可以跳躍後短暫浮空及掉到空隙/岩漿時可即時返場。
- 偷天兔（英语：Characters_in_the_Mario_franchise#Nabbit）

在WiiU的本傳中作為亂入的競爭對手登場，會跟玩家競速搶奪目標物件。

在外傳的新超級路易吉U中，則會以玩家可使用的第四角色身份登場，可免受傷害行動，但掉入空隙/岩漿依然會失去生命。

在任天堂Switch的豪華版中，偷天兔可在包括本篇和外傳在內的所有關卡中以可遊玩角色使用，並且與Wii U外傳同樣可無視場地或敵人襲擊行走。
- Mii

在WiiU版本中在故事模式以外的「with Miiモード」可以自定義作為玩家角色使用。

在任天堂Switch的豪華版中亦可在如計時賽等模式中使用。

## New 超級瑪利歐兄弟U 豪華版

《新 超级瑪利歐兄弟U 豪華版》日版遊戲封面

相對原版本，豪華版將《New 超級瑪利歐兄弟U》（本篇）+《New 超級路易吉U》（外傳）兩款遊戲關卡內容結合為一，廢除了WIi U Gamepad上協助玩家的「Boost Mode」。偷天兔可在包括本篇和外傳在內的所有關卡中以可遊玩角色使用，並添加了奇諾比珂作為新的可遊玩角色。

## 反响
至2023年3月31日，《新超级马里奥兄弟U》在全球范围共售出582万份。
《新超級瑪利歐兄弟U 豪華版》在推出後亦因追加角色選擇及收錄內容受到好評。
截至2025年5月8日為止，《新超級瑪利歐兄弟U 豪華版》共售出1825萬份。
2023年6月20日，在任天堂直面會發表續作《超級瑪利歐兄弟 驚奇》，於2023年10月20日發售，繼承新超級瑪利歐兄弟U 的2D平台遊戲作品。